# Landesverband der Jüdischen Gemeinden in Hessen
Der Landesverband der Jüdischen Gemeinden in Hessen ist die Dachorganisation jüdischer Einheitsgemeinden in Hessen. Er umfasst alle hessischen Gemeinden, nicht jedoch die Jüdische Gemeinde Frankfurt am Main, die als mit Abstand größte Gemeinde des Landes organisatorisch selbstständig ist, sowie die Jüdische Liberale Gemeinde Emet weSchalom Nordhessen, welche in der Union progressiver Juden in Deutschland organisiert ist. Der Verband hat die Rechtsform einer Körperschaft des öffentlichen Rechts und seinen Sitz in Frankfurt am Main. Sein Vorsitzender ist Jacob Gutmark, der auch dem Vorstand der Wiesbadener Gemeinde angehört.

## Geschichte
Die verschiedenen Herrschaften auf dem Gebiet des heutigen Bundeslands Hessen einschließlich der heute rheinland-pfälzischen Gebiete Rheinhessens und des Regierungsbezirks Montabaur waren historisch gesehen das „Kernland des deutschen Judentums“. 
Im 17. und 18. Jahrhundert waren die hessischen jüdischen Gemeinden in sogenannten Landjudenschaften organisiert, wobei auch viele Judenlandtage in Hessen stattfanden. Der erste Judenlandtag fand im Jahre 1622 in Kassel statt, die anderen Landtage fanden dann in Spangenberg, Melsungen, Grebenstein, Gudensberg und Borken statt. Bei diesen hessischen Judenlandtagen versammelten sich alle steuerzahlenden Juden der jüdischen Gemeinden innerhalb eines Landes. Gegenstand der Judenlandtage waren Religions- und Steuerangelegenheiten und die Ernennung von Repräsentanten gegenüber der Regierung. Insgesamt waren 25 Judenlandtage nach dreijährigem Zyklus in Hessen zu verzeichnen, wobei die Versammlungszeit der Monat August, nach dem Fastentag des 9. Aw. war.
1817 gab es in Kurhessen etwa 13.100 Juden. Kurhessen war laut Paul Arnsberg der erste deutsche Bundesstaat, der Juden 1833 völlige Gleichstellung verlieh.
Die Struktur des hessischen Judentums war damals von Hunderten von jüdischen Kleingemeinden geprägt. Bis zur Zeit des Nationalsozialismus hatte Hessen einen überdurchschnittlich hohen jüdischen Bevölkerungsanteil aufzuweisen. So gab es im Jahr 1905 im Großherzogtum Hessen 224 jüdische Gemeinden.
1910 gab es in Hessen-Nassau 51.781 Juden. 1932 gab es in Hessen-Nassau insgesamt noch 43.354 Juden, wobei in der Provinz Hessen-Nassau ohne Frankfurt 22.575, in Hessen-Darmstadt 20.041 Juden und in der Region Wetzlar 196 Juden lebten. 1933 gab es in Hessen-Nassau noch 46.923 jüdische Gemeindemitglieder. Die Gesamtbevölkerung in Hessen-Nassau belief sich damals auf 3.307.677 Einwohner. Der prozentuale Anteil belief sich damit auf 1,3 %.
Im Großherzogtum Hessen betrug die Anzahl im Jahre 1910 noch 24.063. Im Jahre 1933 gab es noch 17.888 Juden im Großherzogtum Hessen. Dabei ist laut Arnsberg zu bemerken, dass der Prozentanteil der Juden in Hessen höher war als der Durchschnitt des deutschen Reiches.
Bereits 1945 war die Mehrzahl der neu gegründeten Gemeinden durch Landesverbände miteinander verbunden, wobei das Zentrum der Organisationen die größte (und oft einzige) Gemeinde des Landes war. Der jüdische Landesverband Hessens wurde am 3. Juni 1948 in Frankfurt/Main gegründet und am 17. Dezember 1948 vom Hessischen Kultusministerium als Körperschaft des öffentlichen Rechts anerkannt. Gründer des Landesverbandes der jüdischen Gemeinden in Hessen war Ewald Alschoff (1895–1957). Seit 1954 war Max Willner (* 1906 in Gelsenkirchen), der von 1939 bis 1945 in unterschiedlichen Konzentrationslagern interniert war, Direktor des jüdischen Landesverbandes. 1957 folgte ihm Levin (* 1. April 1899 in Schwarzenau/Ostpreußen) in diesem Amt nach. Max Willner stand dem Landesverband darüber hinaus ab 1983 bis zu seinem Tod 1994 als Vorsitzender vor. Von da an bis zu seinem Tod im Juni 2016 stand Moritz Neumann dem Verband, dessen Direktor er von 1984 bis 2005 war, vor. Seit 2016 bekleidet Jacob Gutmark das Amt des Vorsitzenden. Direktor ist seit 2005 der Rechtsanwalt Daniel Neumann. 
Die Struktur des hessischen Judentums ist inzwischen von großen Gemeinden geprägt. 1971 umfasste der Landesverband die jüdischen Gemeinden Darmstadt, Fulda, Gelnhausen, Bad Homburg, Kassel, Marburg an der Lahn, Bad Nauheim, Offenbach am Main und Wiesbaden mit insgesamt 1563 Gemeindemitgliedern.
Heute umfasst der LV die Gemeinden in Kassel, Darmstadt, Limburg, Fulda, Bad Nauheim, Offenbach, Wiesbaden, Hanau, Gießen und Marburg. Er zählt knapp 4500 Mitglieder.

## Klage
Der Landesverband der Jüdischen Gemeinden in Hessen sorgte im Jahr 2003 für bundesweites Aufsehen, als er Strafanzeige gegen den CDU-Bundestagsabgeordneten Martin Hohmann erstattete. Dieser hatte bei einer Rede zum Tag der Deutschen Einheit Äußerungen getätigt, die als antisemitisch aufgefasst wurden.

## Staatskirchenvertrag
Das Verhältnis zwischen dem Land Hessen und den Jüdischen Gemeinden wurde in einem Staatskirchenvertrag in Form eines Kirchenvertrages geregelt. Der Vertrag zwischen dem Land Hessen und dem Landesverband der Jüdischen Gemeinden in Hessen wurde am 11. November 1986 in Wiesbaden unterzeichnet und am 1. Dezember 1986 durch den Hessischen Landtag gebilligt. Demnach ist der Landesverband Ansprechpartner der Landesregierung und den Landesinstitutionen in Hessen für jüdische Belange. Auf Grundlage dieses Vertrages wurden durch das Land Hessen jährlich zunächst 2 Mio. DM (ca. 1,02 Mio. Euro) an den jüdischen Landesverband gezahlt. Am 11. Oktober 2007 wurde ein Anschlussvertrag unterzeichnet, der eine Erhöhung der Landesleistung von 1,493 Mio. Euro im Jahr 2007 auf 3,7 Mio. Euro für den Zeitraum 2008 bis 2010 beinhaltet.
Auf Grundlage des Staatsvertrages und aufgrund einer Kooperationsvereinbarung zwischen dem LJGH und der Jüdischen Gemeinde zu Frankfurt am Main erhält diese 70 % der staatsvertraglichen Landesleistung.
Weiterhin leistet das Land Hessen aufgrund eines besonderen Abkommens vom 10. November 2000 zwischen dem Land Hessen, der Stadt Frankfurt und der Jüdischen Gemeinde zu Frankfurt am Main einen Entschuldungsbeitrag für diese in Höhe von 1.277.100 Euro.